# Coordinamento Italiano Medici Ospedalieri
CIMO è il primo Sindacato medico italiano costituito il 17 novembre del 1946 a seguito della confluenza di alcune Associazioni provinciali e regionali di medici ospedalieri. Rappresenta i medici, i veterinari e gli odontoiatri del Servizio Sanitario Nazionale, è rappresentativa nell’Area Sanità della Dirigenza e Fondatrice, con il Sindacato FESMED, della Federazione CIMO-FESMED che rappresenta oggi (2020) oltre 44.000 medici del Servizio Sanitario Nazionale.

## La Storia
Nel 1946 si costituiscono a Milano due associazioni di Medici: l’” Associazione Provinciale Medici Ospedalieri” e la “Federazione Lombarda dei Medici Ospedalieri”. Nello stesso periodo nascono nuove Associazioni di medici su base provinciale e regionale che confluiscono tutte nella “Federazione interregionale dei medici ospedalieri dell’Alta Italia; intanto a Roma viene costituita l’” Associazione Medici Ospedalieri dell’Italia Centro-Meridionale”. Nel novembre dello stesso anno, per fusione tra le due Associazioni, con il primo Congresso Nazionale di Montecatini, nasce la Confederazione Italiana dei Medici Ospedalieri.
La struttura originaria della Confederazione Italiano Medici Ospedalieri cambierà poi negli anni ‘70 quando, grazie al Presidente pro tempore Ercole Bruno, CIMO rivede il proprio assetto organizzativo ed acquisisce una più rilevante forza organizzativa e contrattuale sia in termini di rappresentatività che di politica sanitaria con proposte e progettualità finalizzate ad una maggiore difesa della professione medica. 
Nel 1974 CIMO acquisisce, in ambito contrattuale, l’importante ruolo di attore principale nello scenario del sindacalismo medico per la tenace difesa della contrattualità separata dei medici, con l’opposizione alla firma del Contratto Unico; una linea condivisa ed apprezzata dalla categoria che riconosce a CIMO la validità delle azioni sindacali anche attraverso una crescita esponenziale del numero di nuovi iscritti. 
Con il Congresso di Sorrento del 1976, CIMO avvia un importante processo di riorganizzazione interna che porta alla iscrizione diretta al Sindacato e non alla Confederazione, ancora espressione di associazioni di categoria. 
Il 1978 vede la CIMO fortemente critica verso la legge di riforma sanitaria in via di approvazione (Legge 833/1978) principalmente per la contrarietà ad alcune linee: l’attribuzione ad organi di emanazione politica del compito di gestire le nuove Unità Sanitarie Locale e la mancata attribuzione di autonomia giuridica alle USL, oltre che quella tecnico giuridica agli ospedali.
La vertenza contrattuale conclusasi l’8 aprile 1987 vede il riconoscimento di un’area contrattuale medica con l’emanazione del D.P.R. 20 Maggio 1987 n. 270 che recepisce il Contratto Collettivo di Lavoro.
Nel 1992, in prima linea nella difesa della Sanità Pubblica e della dignità professionale del medico dipendente, CIMO è tra i promotori dell’imponente manifestazione a Roma contro la riforma sanitaria che avrebbe portato all’aziendalizzazione delle strutture sanitarie pubbliche, assegnando al medico dipendente quel ruolo di dirigente che avrebbe, poi, aperto la strada alla cosiddetta “medicina amministrata”. 
Nel 1995 CIMO cambia la propria denominazione in CIMO-ASMD (Associazione Sindacale Medici Dirigenti) per ampliare le tutele sindacali a favore di tutti i dirigenti medici del SSN.
Mutato il quadro della rappresentatività, che vede gran parte delle sigle sindacali rappresentare sia la dirigenza medica che sanitaria non medica, il 13 giugno del 2014 la Direzione Nazionale, nel ribadire la propria mission di difesa a favore dei medici, veterinari e odontoiatri del SSN decide all’unanimità di modificare la denominazione della propria sigla sindacale in CIMO - il Sindacato dei medici.

## Le politiche di aggregazione e affiliazione
Tra l’anno 2000 e 2012 CIMO aderisce alla Confederazione CONFEDIR che ricomprende alcune Organizzazioni Sindacali della Dirigenza della sanità, scuola, ministeri e regioni. 
Nel luglio del 2012 CIMO aderisce a CIDA - Confederazione Italiana Dirigenti D’Azienda – rappresentative dei dirigenti e delle alte professionalità di tutti i settori produttivi, pubblici e privati. Attraverso le sue Federazioni, aderiscono a CIDA 150.000 dirigenti e alte professionalità, in servizio e pensionati sia pubblici che privati. CIDA è presente con propri rappresentanti nel Cnel, in tutti i Comitati Regionali e Provinciali di Inps e Inail e nelle maggiori Commissioni e Gruppi di lavoro istituiti presso i vari Ministeri (Commissione salute e sicurezza lavoro, Fondo lavoratori dipendenti, Comitato Sorveglianza PON Infrastrutture e Reti, Comitato Sorveglianza PON Ricerca e Innovazione, Comitato Sorveglianza PON Città Metropolitane, Fondo pensioni lavoratori dipendenti, ecc). La Confederazione è inoltre socia fondatrice della CEC European Managers (Confederazione Europea dei Manager) ed esprime un proprio rappresentante nel CESE (Comitato Economico e Sociale Europeo).
Il 16 ottobre del 2014 si costituisce APM – Alleanza per la Professione Medica – CIMO è tra i soci fondatori insieme ad altre Sigle Sindacali del mondo medico e odontoiatrico della dipendenza, convenzionata e del privato.
Il 14 febbraio 2019 nasce la FEDERAZIONE CIMO-FESMED, costituita da due Organizzazioni Sindacali rappresentative dell’Area Sanità ricomprendenti CIMO, il Sindacato dei medici e FESMED Associazione Sindacale i cui soci fondatori sono ACOI (Associazione Chirurghi Ospedalieri Italiani), AOGOI (Associazione Ostetrici Ginecologi Ospedalieri Italiani), SEDI (Sindacato Endoscopisti Digestivi Italiani), SUMI (Sindacato Unitario Medici Italiani). La nascita della Federazione riveste particolare rilevanza perché rappresenta il primo passo per una vera e propria fusione che si realizzerà nel 2021 con la costituzione degli organi dirigenti unitari.
Il 16 Luglio 2019 nasce il PATTO PER LA PROFESSIONE MEDICA. Promosso da CIMO, ad esso aderiscono CIMOP (Medici dell’ospedalità privata) e ANPO-ASCOTI-FIALS. L’alleanza tra sigle sindacali rappresentative della dipendenza pubblica e privata, ricomprende circa 19.000 medici e, di fatto, assume il ruolo di leadership unitario a difesa dei medici che lavorano in tali ambiti. Gli obiettivi del Patto per la Professione Medica si basano su una profonda determinazione nel: sostenere condizioni contrattuali eque e migliorative, promuovere il SSN, aumentarne la sostenibilità, opporsi alle politiche tese a sminuire la figura della professione del medico, sviluppare l’aggiornamento e la formazione, sostenere la valorizzazione del medico e del suo rapporto con il paziente, confrontarsi in materia di accordi nazionali, regionali e aziendali.

## Le attività qualificanti
Centro Studi Ercole Bruno: Raccoglie tutta la documentazione sanitaria nazionale e regionale. Strumento di consultazione per i dirigenti sindacali che possono trovare risposte adeguate alle problematiche di natura contrattuale con accesso a tutta la produzione normativa di interesse per il medico.
Scuola Quadri Alberto Clivati: Si articola su tre livelli. Il primo cura la formazione dei dirigenti sindacali di base i due successivi sono di approfondimento e qualificazione per i livelli più alti dell’organizzazione CIMO. Nel 2020 è stata attivata la formazione sindacale on line su piattaforma web che vede la partecipazione dei segretari di sezione o di semplici iscritti che intendono confrontarsi con i componenti della Commissione Contratto su tematiche di interesse contrattuale. 
SPEME e rapporti con le società scientifiche: S.P.E.ME - Società per la Promozione dell’Educazione Medica – è stata fondata nel 2000, è accreditata come Provider Standard ed opera nell’ambito dell’Educazione Continua in Medicina (ECM). Offre a CIMO un supporto di tipo organizzativo e tecnico-scientifico e, agli iscritti CIMO, EVENTI formativi con acquisizione dei crediti secondo vigente normativa. Cura rapporti con le società scientifiche specialistiche. 
Presidenti dal 1946
| Periodo                         | Presidente              |
| 1946 - 1949                     | Ugo Erede               |
| 1949 - 1959                     | Mario Romagnoli         |
| 1959 - 1963                     | Giulio Palermo          |
| 1963 - 1964                     | Achille Mario Dogliotti |
| 1965 - 1970                     | Manlio Piazza           |
| novembre 1970 - settembre 1982  | Ercole Bruno            |
| settembre 1982 - maggio 1987    | Umberto Marini          |
| maggio 1987 - settembre 1999    | Carlo Sizia             |
| settembre 1999 - settembre 2009 | Stefano Biasioli        |
| settembre 2009 - settembre 2017 | Riccardo Cassi          |
| Settembre 2017                  | Guido Quici             |

## Organigramma CIMO
LIVELLO NAZIONALE
Il Presidente Nazionale (rappresentante legale)
Ufficio di Presidenza (organo politico)
Consulta delle Regioni (organo esecutivo)
Direzione Nazionale (organo di indirizzo e controllo)
Congresso Nazionale (organo elettivo)
LIVELLO REGIONALE
Segretario Regionale
Segreteria Regionale
LIVELLO AZIENDALE
Segretario di Sezione